# Avon Championships of Boston 1982
L'Avon Championships of Boston 1982 è stato un torneo di tennis giocato sul sintetico indoor. È stata la 9ª edizione del torneo, che fa parte del WTA Tour 1982. Si è giocato a Boston negli USA dal 15 al 21 marzo 1982.

## Campionesse

### Singolare
Kathy Jordan ha battuto in finale  Wendy Turnbull con il punteggio di 7–5, 1–6, 6–4

### Doppio
Kathy Jordan /  Anne Smith hanno battuto in finale  Rosemary Casals /  Wendy Turnbull con il punteggio di 7–6, 2–6, 6–4